# Prečín
Prečín es un municipio del distrito de Považská Bystrica en la región de Trenčín, Eslovaquia, con una población estimada a final del año 2024 de 1561 habitantes.
Se encuentra ubicado al norte de la región, cerca del río Váh (cuenca hidrográfica del Danubio) y de la frontera con República Checa y con la región de Žilina.

## Demografía
| Año        | 1994 | 2004     | 2014    | 2024    |
| ---------- | ---- | -------- | ------- | ------- |
| Población  | 1261 | 1393     | 1440    | 1561    |
| Diferencia |      | +10,46 % | +3,37 % | +8,40 % |

| Año        | 2023 | 2024    |
| ---------- | ---- | ------- |
| Población  | 1555 | 1561    |
| Diferencia |      | +0,38 % |